# طالب عصفور (جزيرة مينو)
طالب عصفور (بالفارسية: طالب‌عصفور) هي منطقة سكنية تقع في إيران في قسم جزيرة مينو الريفي. يقدر عدد سكانها بـ 0 نسمة بحسب إحصاء 2016.